# Christopher Reid (Journalist)

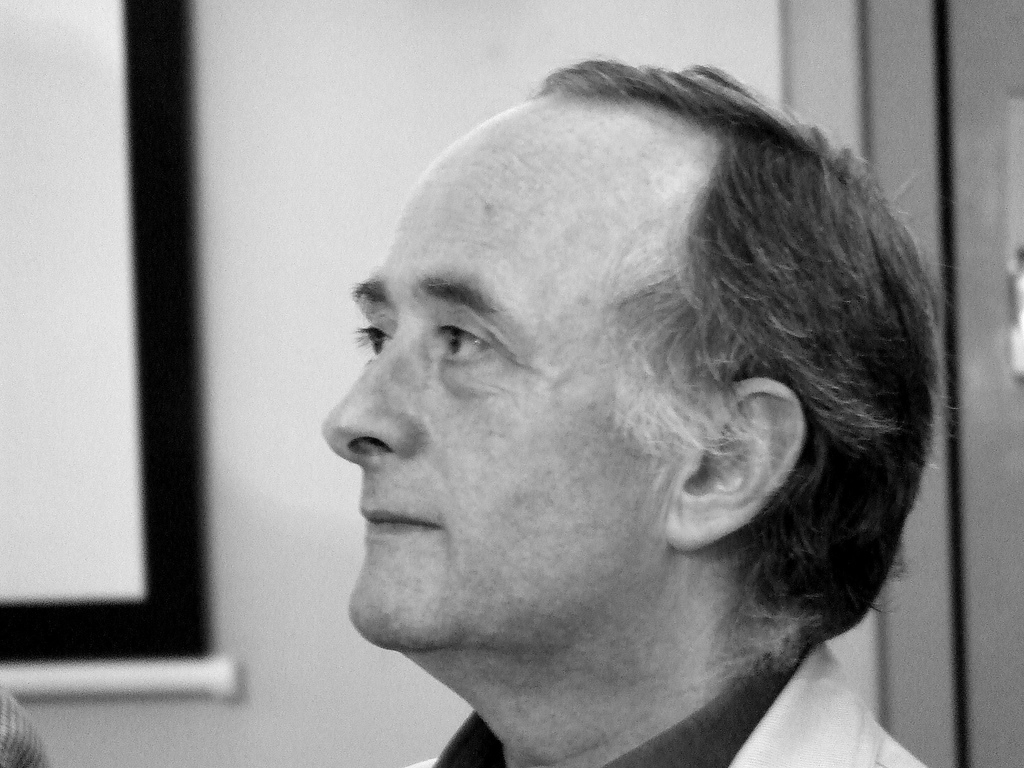
Christopher Reid (2007)

Christopher Reid FRSL (* 13. Mai 1949 in Hongkong) ist ein britischer Journalist und Dichter, der für seinen ersten Gedichtband Arcadia 1980 mit dem Hawthornden-Preis und dem Somerset Maugham Award ausgezeichnet wurde und später Preise wie den Cholmondeley Award und den Costa Book Award erhielt.

## Leben
Nach dem Schulbesuch in England studierte Reid zwischen 1968 und 1971 an der University of Oxford und war anschließend als freiberuflicher Journalist und Literaturkritiker für die Zeitschrift Craft tätig. Bereits für seine ersten Gedichte erhielt er 1978 den Eric Gregory-Preis für Lyrik.
1979 erschien mit Arcadia sein erster Gedichtband, der 1980 sowohl mit dem Hawthornden-Preis als auch mit dem Somerset Maugham Award ausgezeichnet wurde. In den folgenden Jahren erschienen mehrere weitere Gedichtbände wie Pea Soup (1982), Katerina Brac (1985), In The Echoey Tunnel (1991) und nach dem Erhalt des Cholmondeley Award im Jahr 1995 Expanded Universes (1996). 1998 gab er für den Verlag Faber and Faber erstmals eine Anthologie heraus und zwar Sounds Good: 101 Poems to be Heard (1998), dem 1999 der mit dem Signal Poetry Award 2000 ausgezeichnete Kindergedichtband All Sorts sowie 2000 mit Not to Speak of the Dog: 101 Short Stories in Verse eine weitere für Faber and Faber herausgegebene Anthologie folgte.
2001 erschien neben dem Kindergedichteband Alphabicycle Order unter dem Titel Mermaids Explained auch erstmals eine Sammlung seiner Gedichte in den USA. Danach erschienen mit For and After (2002) und Mr Mouth (2005) zwei weitere Sammlungen seiner Gedichte. Mit The Selected Letters of Ted Hughes gab er im Jahr 2007 abermals ein Buch für Faber and Faber heraus. Im Jahr 2009 veröffentlichte er mit The Song of Lunch (2009) und A Scattering (2009) zwei weitere Gedichtbände, wobei der seiner verstorbenen Frau Lucinda Reid gewidmete Band A Scattering nicht nur 2009 den Costa Book Award für das Buch des Jahres gewann, sondern auch für den T. S. Eliot Prize und den Forward Poetry Prize für die beste Gedichtsammlung des Jahres nominiert war.
Reid, der auch Fellow der Royal Society of Literature ist, wird neben Craig Raine als Mitbegründer der sogenannten „Martian School“ der Lyrik angesehen, die sich exotischer und humorvoller Metaphern zur Verfremdung alltäglicher Erfahrungen und Objekte bedient. Er veröffentlichte außerdem Illustrationen für die Magazine Punch und London und betreibt einen eigenen Verlag: Ondt & Gracehoper. Zudem wirkt er als Lehrbeauftragter an der University of Hull und als Jurymitglied im Komitee der Miss Alice Warrender Foundation for Hawthornden Prize.

## Weitere Veröffentlichungen
- The Poetry Book Society Anthology 1989-1990, Herausgeber, 1989
- Universes, 1994
- Two Dogs on a Pub Roof, Illustrationen Bryan Illsley, 1996
- The May Anthology of Oxford and Cambridge Poetry 1997, 1997